# یخ در بهشت
یخ در بهشت نوعی نوشیدنی یخی طعم‌دار است که از مخلوط کردن آب‌میوه منجمد، شکر و آب به دست می‌آید. در ایالات متحده آمریکا از یخ در بهشت با واژه اسلاش یخ در بهشت یاد می‌شود و برندهای مخصوص یخ در بهشت همچون اسلاش پاپی (به انگلیسی: Slush Puppie) وجود دارند. یخ در بهشت علاوه بر این که در فروشگاه‌ها با استفاده از لوازم برودتی تولید می‌شود به شکل خانگی نیز وجود دارد. در برخی از انواع خانگی این نوشیدنی موادی مثل میوه‌های خرد شده، برگ نعنا و گلاب استفاده می‌شوند. واژه «یخ در بهشت» به نوعی دسر نشاسته‌ای گیلانی نیز گفته می‌شود.

## نگارخانه

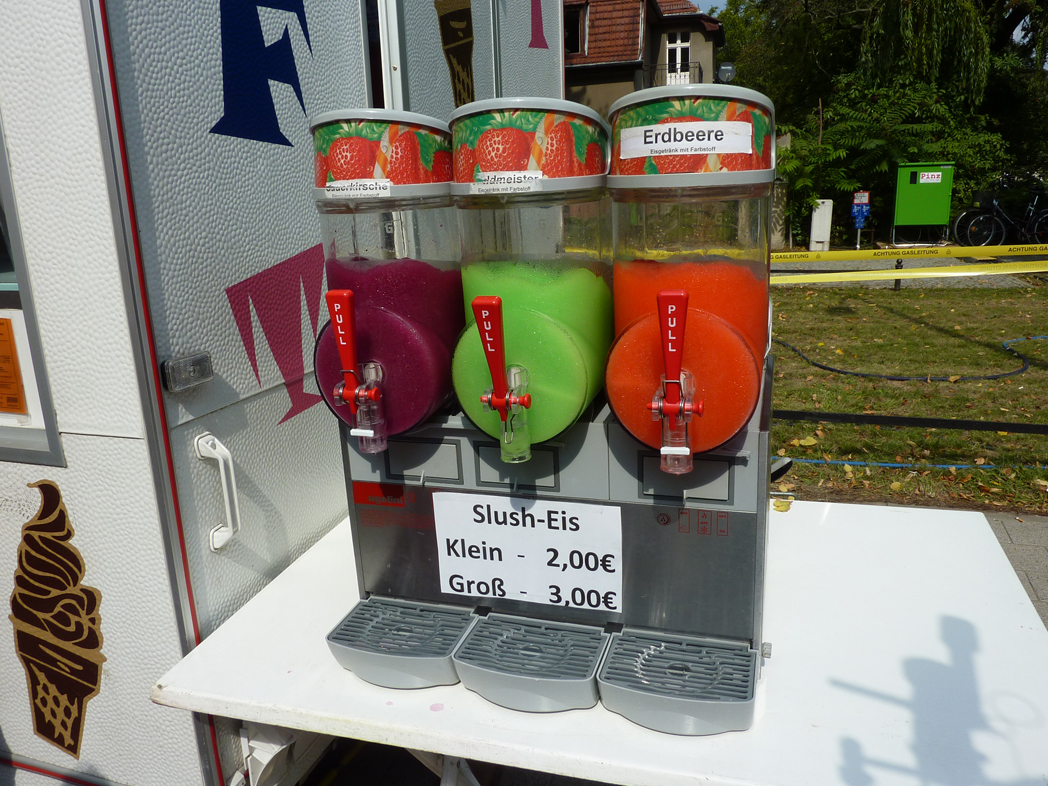
یخ‌ در بهشت ساز
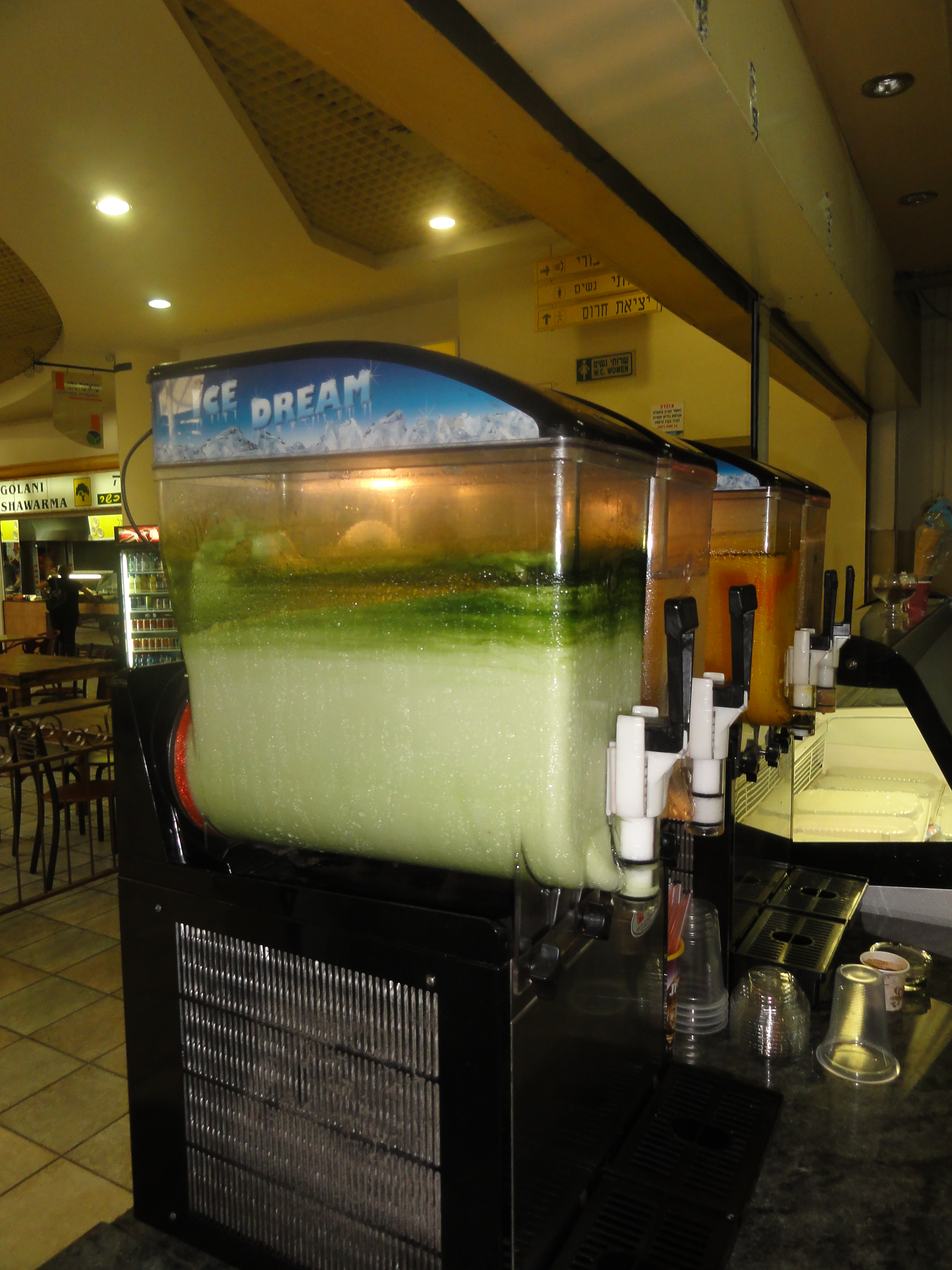
یخ‌ در بهشت ساز
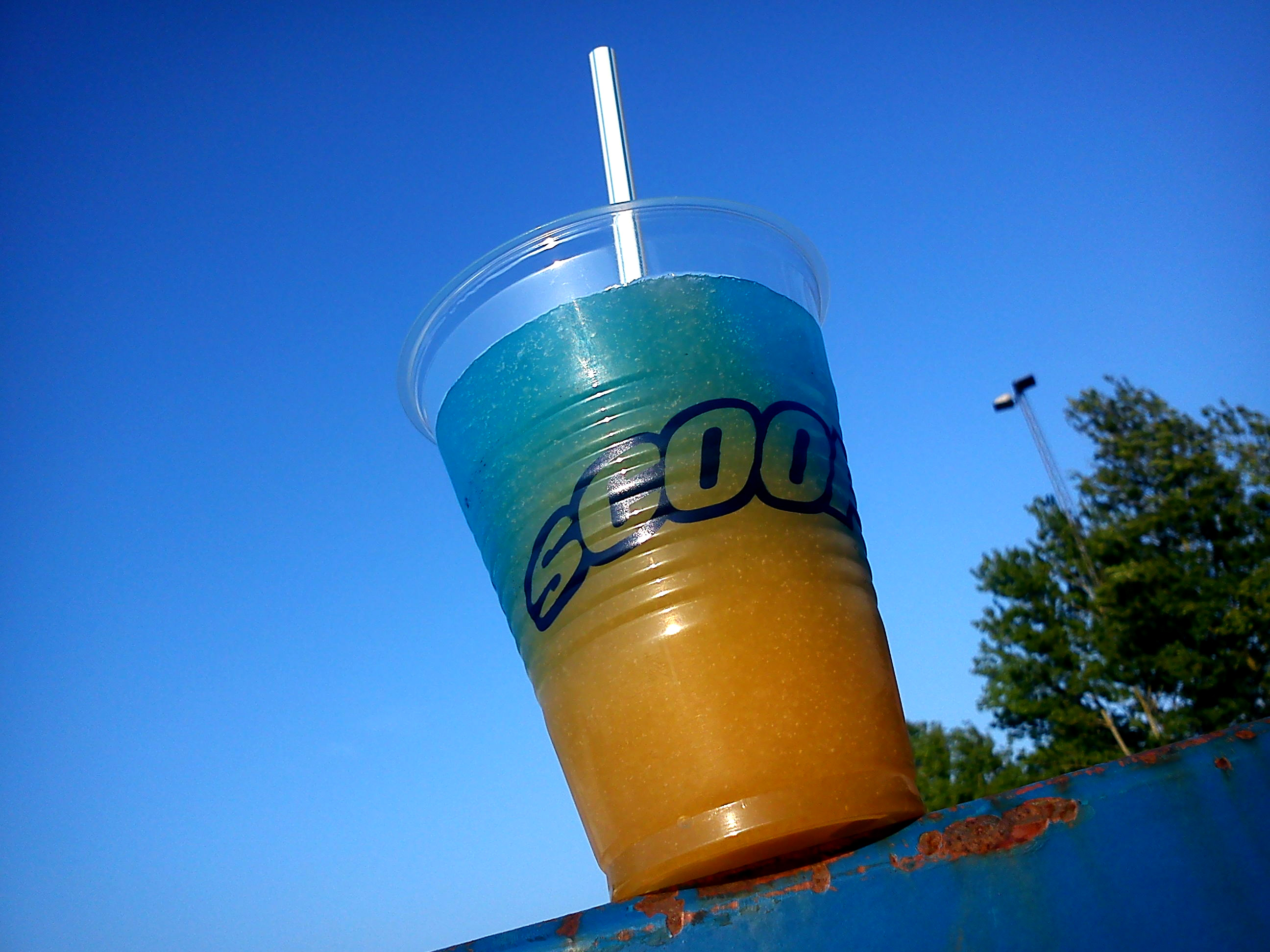
یخ در بهشت چند لایه
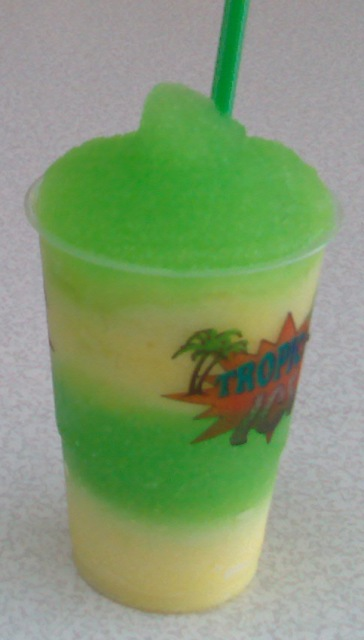
یخ در بهشت چند لایه